# Diocesi di Huari
La diocesi di Huari (in latino Dioecesis Huariensis) è una sede della Chiesa cattolica in Perù suffraganea dell'arcidiocesi di Trujillo. Nel 2021 contava 360.630 battezzati su 374.400 abitanti. La sede è vacante.

## Territorio
La diocesi comprende alcune province delle regioni peruviane di Ancash e di Huánuco. Nella prima regione nove province: Antonio Raymondi, Asunción, Carlos Fermín Fitzcarrald, Corongo, Huari, Mariscal Luzuriaga, Pallasca, Pomabamba e Sihuas. Nella seconda regione due province: Huacaybamba e Marañón.
Sede vescovile è la città di Huari, dove si trova la cattedrale di Nostra Signora del Carmine e San Domenico.
Il territorio è suddiviso in 21 parrocchie.

## Storia
La prelatura territoriale di Huarí fu eretta il 15 maggio 1958 con la bolla Qui Regnum Dei di papa Pio XII, ricavandone il territorio dalle diocesi di Huánuco e di Huaraz.
Originariamente suffraganea dell'arcidiocesi di Lima, il 30 giugno 1966 entrò a far parte della provincia ecclesiastica di Trujillo in forza della bolla Apostolicum officii di papa Paolo VI. 
Il 2 aprile 2008 la prelatura territoriale è stata elevata a diocesi con la bolla Solet Apostolica di papa Benedetto XVI.

## Cronotassi dei vescovi
Si omettono i periodi di sede vacante non superiori ai 2 anni o non storicamente accertati.
- Marco Libardoni, O.S.I. † (15 maggio 1958 - 25 ottobre 1966 deceduto)
- Dante Frasnelli Tarter, O.S.I. † (3 agosto 1967 - 13 giugno 2001 ritirato)
- Antonio Santarsiero Rosa, O.S.I. (13 giugno 2001 - 4 febbraio 2004 nominato vescovo di Huacho)
- Ivo Baldi Gaburri † (4 febbraio 2004 - 11 giugno 2021 deceduto)
  - Sede vacante (dal 2021)
  - Giorgio Barbetta Manzocchi, dal 14 giugno 2021 (amministratore apostolico)

## Statistiche
La diocesi nel 2021 su una popolazione di 374.400 persone contava 360.630 battezzati, corrispondenti al 96,3% del totale.
| anno | popolazione | popolazione | popolazione | presbiteri | presbiteri | presbiteri | presbiteri                | diaconi | religiosi | religiosi | parrocchie |
| anno | battezzati  | totale      | %           | numero     | secolari   | regolari   | battezzati per presbitero | diaconi | uomini    | donne     | parrocchie |
| ---- | ----------- | ----------- | ----------- | ---------- | ---------- | ---------- | ------------------------- | ------- | --------- | --------- | ---------- |
| 1966 | 330.000     | 332.000     | 99,4        | 17         | 8          | 9          | 19.411                    |         |           | 3         | 20         |
| 1968 | 290.000     | 300.000     | 96,7        | 18         | 7          | 11         | 16.111                    |         | 11        |           | 16         |
| 1976 | 277.000     | 300.000     | 92,3        | 10         | 6          | 4          | 27.700                    |         | 4         | 11        | 19         |
| 1980 | 339.000     | 370.000     | 91,6        | 23         | 17         | 6          | 14.739                    | 1       | 6         | 14        | 20         |
| 1990 | 458.000     | 470.000     | 97,4        | 19         | 13         | 6          | 24.105                    | 1       | 6         | 23        | 21         |
| 1999 | 288.000     | 324.000     | 88,9        | 26         | 20         | 6          | 11.076                    |         | 6         | 25        | 19         |
| 2000 | 288.000     | 298.524     | 96,5        | 30         | 24         | 6          | 9.600                     |         | 6         | 25        | 19         |
| 2001 | 290.000     | 300.000     | 96,7        | 39         | 33         | 6          | 7.435                     |         | 6         | 25        | 19         |
| 2002 | 294.000     | 300.000     | 98,0        | 41         | 35         | 6          | 7.170                     |         | 6         | 24        | 20         |
| 2003 | 294.000     | 303.800     | 96,8        | 39         | 33         | 6          | 7.538                     |         | 6         | 26        | 20         |
| 2004 | 296.500     | 306.000     | 96,9        | 46         | 40         | 6          | 6.445                     |         | 6         | 31        | 20         |
| 2008 | 307.000     | 319.700     | 96,0        | 43         | 37         | 6          | 7.139                     |         | 6         | 36        | 20         |
| 2013 | 329.000     | 342.000     | 96,2        | 39         | 35         | 4          | 8.435                     |         | 4         | 24        | 21         |
| 2016 | 341.000     | 354.000     | 96,3        | 38         | 34         | 4          | 8.973                     |         | 4         | 28        | 21         |
| 2019 | 352.000     | 365.450     | 96,3        | 39         | 36         | 3          | 9.025                     |         | 3         | 28        | 21         |
| 2021 | 360.630     | 374.400     | 96,3        | 37         | 32         | 5          | 9.746                     |         | 5         | 27        | 21         |